# Trifýlli (ort i Grekland, Mellersta Makedonien)
Trifýlli är en ort i Grekland.   Den ligger i prefekturen Nomós Péllis och regionen Mellersta Makedonien, i den norra delen av landet, 300 km norr om huvudstaden Aten. Trifýlli ligger 17 meter över havet och antalet invånare är 543.
Terrängen runt Trifýlli är platt åt sydväst, men åt nordost är den kuperad. Terrängen runt Trifýlli sluttar söderut. Runt Trifýlli är det ganska tätbefolkat, med 120 invånare per kvadratkilometer. Närmaste större samhälle är Giannitsá, 12,1 km öster om Trifýlli. Trakten runt Trifýlli består till största delen av jordbruksmark.